# Howald-Tunnel
Der Howald-Tunnel (luxemburgisch Tunnel Howald) ist ein Autobahntunnel in der luxemburgischen Gemeinde Hesperingen. Der Tunnel führt die Autoroute 1 auf zwei Fahrspuren je Fahrtrichtung in zwei Tunnelröhren im Hufeisenprofil und ist eines der am stärksten befahrenen Autobahnbauwerke in Luxemburg.
Am 20. Mai 1994 wurde der Tunnel zusammen mit dem gesamten Autobahnabschnitt Gaspericher Kreuz/Abfahrt Sandweiler (Irrgärtchen) für den Verkehr freigegeben. Bauherr war die luxemburgische Straßenbauverwaltung Administration des Ponts et Chaussées.

## Lage
Der 471 Meter lange Tunnel verläuft gänzlich auf dem Gebiet der Gemeinde Hesperingen. Hinter den beiden Nordportalen des Tunnels geht die Autoroute 1 nahtlos in die Victor-Bodson-Brücke über, die das Tal der Alzette überspannt. In unmittelbarer Nähe der Südportale befindet sich das Gaspericher Kreuz, das einen Wechsel auf die Autoroute 3 in Richtung Düdelingen ermöglicht.

## Verkehr
Mit mehr als 70.000 Fahrzeugen pro Tag ist der Tunnel eines der am stärksten befahrenen Autobahnbauwerke in Luxemburg; lange und häufige Staus gehören zum Alltag aller Tunnelnutzer.
Wie in den anderen luxemburgischen Autobahntunneln auch gilt eine Geschwindigkeitsbegrenzung von 90 km/h.

## Sanierung
Im Jahr 2010 wurde Tunnel umfangreich saniert und auf den aktuellen Stand der Beleuchtungs- und Sicherheitstechnik gebracht.